# Правило запрета Маттауха — Щукарева
Правило запрета Маттауха — Щукарева (правило Маттауха) — одна из закономерностей ядерной физики, замеченная в 1920-х годах советским химиком С. А. Щукаревым и окончательно сформулированная в 1934 году немецким физиком Йозефом Маттаухом.
Суть правила заключается в том, что в природе не могут существовать два стабильных изобара, заряды ядра которых отличаются на единицу. Другими словами, если у какого-либо химического элемента есть устойчивый изотоп, то его ближайшие соседи по таблице не могут иметь устойчивых изотопов с тем же массовым числом.
Правило объясняет, в частности, отсутствие стабильных изотопов у технеция несмотря на то, что он находится в таблице Менделеева задолго до свинца: соседние с ним молибден и рутений имеют стабильные изотопы с массовыми числами 92, 94, 95, 96, 97, 98, 100 и 96, 98, 99, 100, 101, 102, 104, соответственно.
Исключением из правила являются три пары изобаров. Одна из этих пар образована стабильными изобарами 123Sb и 123Te. В действительности же 123Te не является бета-стабильным, он должен распадаться посредством электронного захвата в 123Sb, однако этот процесс пока не обнаружен ввиду чрезвычайно большого периода полураспада — распад подавлен из-за малости энергии бета-перехода (53 кэВ) и существенного различия спинов материнского и дочернего ядра (1⁄2 и 7⁄2, соответственно). Две другие изобарные пары соседей, в которых пока не обнаружен бета-распад, образованы метастабильным танталом-180m, это пары 180Hf—180mTa и 180mTa—180W. Тантал-180m является единственным метастабильным нуклидом (изомером), существующим в природной изотопной смеси, для него теоретически доступны бета-минус-распад в 180W, электронный захват в 180Hf и изомерный переход в основное состояние 180Ta, однако ни один из этих процессов пока не наблюдался в эксперименте. Эти процессы сильно подавлены вследствие высокого спина ядра материнского изотопа (J=9). В то же время основное состояние 180Ta бета-активно с периодом полураспада 8,152 часа.

## Причина действия правила
У любых двух изобарных атомов, соседних по изобарной цепочке (то есть имеющих одинаковый состав ядра с точностью до замены одного нейтрона на протон или наоборот), массы отличаются. В результате законом сохранения энергии оказывается разрешён спонтанный бета-распад одного из атомов (более массивного) в другой. Здесь под бета-распадом понимается один из трёх процессов:
- бета-минус-распад (сопровождается превращением одного из нейтронов материнского ядра в протон и испусканием электрона и электронного антинейтрино);
- бета-плюс-распад (сопровождается превращением одного из протонов материнского ядра в нейтрон и испусканием позитрона и электронного нейтрино).
- электронный захват (сопровождается превращением одного из протонов материнского ядра в нейтрон, захватом орбитального электрона и испусканием электронного нейтрино);

Следует отметить, что правило запрещает существование стабильных пар, однако не ограничивает присутствия в природной изотопной смеси пар, один из компонентов которых является долгоживущим радиоактивным нуклидом, а второй стабилен. Таких пар довольно много — например, 115In и 115Sn, 176Lu и 176Hf и т. п.